# 요하네스 니콜라우스 브뢴스테드

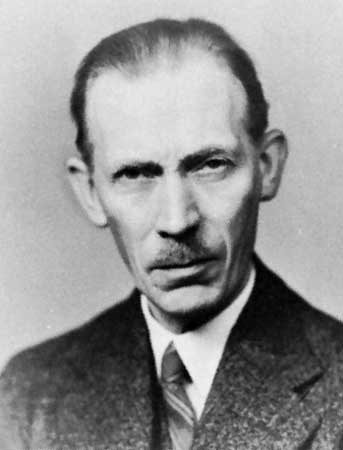

요하네스 니콜라우스 브뢴스테드(Johannes Nicolaus Brønsted, 1879년 2월 22일 ~ 1947년 12월 17일)는 덴마크의 화학자이다.
바르데에서 태어나 코펜하겐 대학을 졸업했다.
1923년 아레니우스의 산·염기 개념을 넓혀 새로운 산·염기의 이론을 발표했다. 브뢴스테드의 산·염기 이론은 영국의 토머스 마틴 로리가 내놓은 이론과 같았기 때문에, 브뢴스테드-로리의 산·염기라고도 한다.
제2차 세계대전당시 나치즘에 반대하여 1947년 덴마크 의원에 당선되었으나, 병으로 취임하지 못하고 사망했다.